# Behisatra
Behisatra es una ciudad y un municipio de Madagascar que pertenece al distrito de Beroroha y forma parte de la Región de Atsimo-Andrefana. Tiene una población estimada de aproximadamente 15.000 habitantes, según el censo comunal de 2001.
En Behisatra, sólo hay educación primaria. La mayoría de los trabajadores del municipio (un 90%) son agricultores, mientras que otro 7% se gana la vida criando ganado. El cultivo más importante es el arroz y otros productos importantes son el maíz y la yuca. Un 3% de la población se dedica a trabajos de servicios.